# مرتلوخ
مرتلوخ (به آلمانی: Mertloch) یک شهر در آلمان است که در ماین-کبلنتس واقع شده‌است. مرتلوخ ۱٬۴۸۷ نفر جمعیت دارد.